# Suore agostiniane dell'aiuto
Le Suore Agostiniane dell'Aiuto (in spagnolo Agustinas Hermanas del Amparo) sono un istituto religioso femminile di diritto pontificio: le suore di questa congregazione pospongono al loro nome la sigla A.H.A.

## Storia
La congregazione fu fondata a Palma di Maiorca dal sacerdote Sebastián Gili Vives, del terz'ordine secolare di Sant'Agostino: direttore dell'asilo provinciale delle Baleari, si convinse della necessità di organizzare una nuova comunità di religiose che avesse come fine specifico l'assistenza a bisognosi ed abbandonati e, il 6 febbraio 1859, venne imposto l'abito religioso alle prime quattro aspiranti (Agostina Esteva, Rita Andreu, Clara Fullana e Catalina Thomás Santandreu).
L'istituto, aggregato all'ordine agostiniano dal 17 gennaio 1859, fu eretto in congregazione religiosa di diritto diocesano da Rigoberto Domenech y Valls, vescovo di Maiorca, il 20 novembre 1923.

## Attività e diffusione
Le suore possono dedicarsi a qualsiasi attività che significhi promozione e aiuto, materiale o spirituale, ai bisognosi (in particolare, si dedicano all'insegnamento e alla cura dei malati).
Oltre che in Spagna, sono presenti in Argentina, Honduras, Italia, Nicaragua, Perù; la sede generalizia è a Palma di Maiorca.
Alla fine del 2008 la congregazione contava 116 religiose in 27 case.